# Sylter Außenriff – Östliche Deutsche Bucht

Karte der Naturschutzgebiete in der deutschen ausschließlichen Wirtschaftszone

Das Sylter Außenriff – Östliche Deutsche Bucht ist ein Naturschutzgebiet im Bereich der deutschen ausschließlichen Wirtschaftszone und des Festlandsockels in der Nordsee. Das Naturschutzgebiet ist Teil des zusammenhängenden europäischen ökologischen Netzes Natura 2000 und vereint das FFH-Gebiet Sylter Außenriff und das Vogelschutzgebiet Östliche Deutsche Bucht.

## Naturschutzgebiet
Das Naturschutzgebiet wurde mit Verordnung zum 28. September 2017 ausgewiesen. Es hat eine Fläche von 560.300 Hektar und liegt in der südlichen Nordsee. Das Schutzgebiet umfasst die Außengründe vor Sylt und Amrum und den Moränenrücken der nordöstlichen Flanken des Elbe-Urstromtals.
Nach Osten grenzt es an das FFH-Gebiet „Nationalpark Schleswig-Holsteinisches Wattenmeer und angrenzende Küstengebiete“, das hier gleichzeitig als Vogelschutzgebiet „Ramsar-Gebiet S-H Wattenmeer und angrenzende Küstengebiete“ ausgewiesen ist und innerhalb des Nationalparks „Schleswig-Holsteinisches Wattenmeer“ und des Biosphärenreservats „Schleswig-Holsteinisches Wattenmeer und Halligen“ liegt, nach Süden grenzt es an das Vogelschutzgebiete „Seevogelschutzgebiet Helgoland“.
Die Freizeitfischerei ist in weiten Teilen des Naturschutzgebietes verboten. Der Offshore-Windpark Butendiek liegt innerhalb des Naturschutzgebietes. Der Offshore-Windpark DanTysk grenzt im Norden, der Offshore-Windpark Amrumbank West im Süden direkt an das Naturschutzgebiet. Weitere Windparks in unmittelbarer Nähe des Naturschutzgebietes sind geplant.

## FFH-Gebiet Sylter Außenriff
Das Fauna-Flora-Habitat-Gebiet Sylter Außenriff ist unter der Nummer 1209-301 registriert und 531.429 Hektar groß. Der Standarddatenbogen beschreibt das Gebiet als: Repräsentative Sandbank, Moränenrücken mit zahlreichen Steinriffen, Konzentrationsgebiet für Schweinswale, das für Größe des Gebietes mitausschlaggebend ist, hohe ökologische Wertigkeit für Robben und Fische (Anhang II FFH-Richtlinie), viele Richtlinie-Arten.
Geschützt werden die Lebensraumtypen: überspülte Sandbänke und Riffe und die Anhang-II-Arten: Kegelrobbe, Seehund, Schweinswal, Finte und Flussneunauge.
Der Bereich Sylter Außenriff wird durch unterschiedliche Lebensraumtypen geprägt. Rund 87 km² sind überspülte Sandbänke, darunter die Amrumbank und 154 km² Riffe. Die Riffe gelten als einmalig in den küstenfernen Gebieten der deutschen Nordsee. Hier siedeln z. B. Seenelke, Essbarer Seeigel, Tote Meerhand sowie Seescheiden, Blättermoostierchen und Schwämme. Für den Schweinswal hat das Schutzgebiet eine besondere Bedeutung. Der Schweinswal kommt hier in der gesamten Nordsee am häufigsten vor.

## Vogelschutzgebiet Östliche Deutsche Bucht

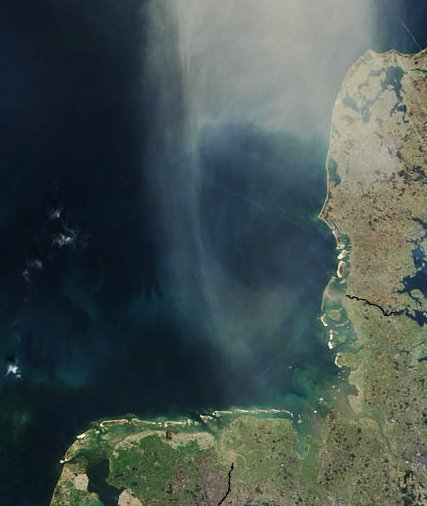
Satellitenbild der Deutschen Bucht

Das Vogelschutzgebiet SPA Östliche Deutsche Bucht ist unter der Nummer 1011-401 registriert und 313.513 Hektar groß. Es liegt in der Deutschen Bucht westlich des nordfriesischen Wattenmeeres und nördlich der Insel Helgoland. Im Norden wird es durch die Grenze der deutschen ausschließlichen Wirtschaftszone zum Königreich Dänemark begrenzt, die Westgrenze verläuft in annähernd nordsüdlicher Richtung im Abstand von bis zu 43,2 Seemeilen vor der Küstenlinie Schleswig-Holsteins und reicht bis zur Position 7° 13' E. Die östliche und südliche Begrenzung folgt der Grenze des Küstenmeeres vor den Nordfriesischen Inseln und um Helgoland.
Das Vogelschutzgebiet mit seinen strukturreichen Außengründen ist ein international bedeutendes Rast-, Nahrungs- und Überwinterungsgebiet für Seevögel, darunter viele Anhang-I-Arten wie Prachttaucher, Sterntaucher, Zwergmöwe, Flussseeschwalbe, Küstenseeschwalbe und Brandseeschwalbe sowie verschiedene Zugvögel wie Tordalk, Eissturmvogel, Silbermöwe, Sturmmöwe, Heringsmöwe, Mantelmöwe, Lachmöwe, Trauerente, Basstölpel, Haubentaucher, Dreizehenmöwe und Trottellumme.
Das gleichnamige ehemalige, zum 24. September 2005 ausgewiesene Naturschutzgebiet Östliche Deutsche Bucht war 313.500 Hektar groß und ging zum 28. September 2017 in dem neu ausgewiesenen Naturschutzgebiet Sylter Außenriff – Östliche Deutsche Bucht auf.